# Río Araquil
El río Araquil (en euskera Arakil; también conocido como río Burunda) es un afluente del río Arga que nace en las proximidades de la localidad de Araia en la provincia de Álava y desemboca en el río Arga cerca de la localidad navarra de Ibero, atravesando  el valle de la Burunda, cuyo nombre toma hasta las inmediaciones de Echarri-Aranaz, el valle de Araquil, el valle de Ollo y la Cendea de Olza.

## Geografía
Aparece descrito en el segundo volumen del Diccionario geográfico-estadístico-histórico de España y sus posesiones de Ultramar de Pascual Madoz con las siguientes palabras:

ARAQUIL: r. en la prov. de Navarra, merind. y part. jud. de Pamplona; es conocido tambien con los nombres de Larraun, Asiain, y comunmente con el de Burunda (V).
(Madoz, 1845, p. 450)

### Características
El río tiene una longitud total de 79 km, y forma una cuenca de 813 km², de los que 706 pertenecen a Navarra. Su aportación anual es elevada: 984 hm³ a su paso por Asiáin, siendo su caudal medio de 30,912 m³/s. Tiene crecidas con frecuencia (14 de media anual), aunque éstas no tienen gran duración (2,5 días/crecida), debido a las precipitaciones propias del clima oceánico que se concentran principalmente en los meses de noviembre y diciembre.

### Municipios que atraviesa

#### Álava
- Aspárrena

#### Navarra
- Ciordia
- Olazagutía
- Alsasua
- Urdiáin
- Iturmendi
- Bacáicoa
- Echarri-Aranaz
- Arbizu
- Lacunza
- Arruazu
- Huarte-Araquil
- Irañeta
- Araquil
- Iza
- Cendea de Olza
- Ollo

### Afluentes
- Río Alzania
- Regata Zaldúa
- Río Lizarrusti
- Río Leciza
- Río Larraún
- Río Ollo